# Cima Mondini
La cima Mondini è una montagna delle Alpi Marittime, alta 2.915 m s.l.m. , ubicata completamente in territorio italiano e sita fra l'Asta Soprana e la Cima dell'Oriol.

## Caratteristiche
Dal punto di vista geologico la montagna è costituita di gneiss.
I primi salitori della cima Mondini, gli austriaci Purtscheller e Bodenmann nel 1890, credevano di aver salito la Cima dell'Oriol. Avevano salito invece appunto questa montagna, che, ironicamente, sarà in seguito chiamata con il nome di Felice Mondini, colui che 6 anni più tardi, salirà davvero per primo la Cima dell'Oriol.

## Ascensione alla vetta
La salita alla vetta è possibile per vari itinerari su roccia, tutti alpinistici. I più facili salgono per il versante Sud-Est o per il canale Ovest. (difficoltà F/PD). Altri itinerari più impegnativi scalano i numerosi speroni meridionali (difficoltà AD/D). Ottimo punto di appoggio resta il confortevole rifugio Morelli-Buzzi.